# 日蒂亞鄉
45°35′N 26°43′E / 45.583°N 26.717°E
日蒂亞鄉（羅馬尼亞語：Comuna Jitia, Vrancea），是羅馬尼亞的鄉份，位於該國東部，由弗朗恰縣負責管轄，面積46平方公里，海拔高度486米，2002年人口1,683，人口密度每平方公里37人。